# Santa Sincletica
Santa Sincletica (Alessandria d'Egitto, 266 circa – 350 circa) fu un'eremita del IV secolo, considerata una delle madri del deserto. È venerata come santa dalla Chiesa cattolica romana, dalla Chiesa cattolica orientale e dalla Chiesa ortodossa, che la commemorano il giorno 5 gennaio.

## Biografia

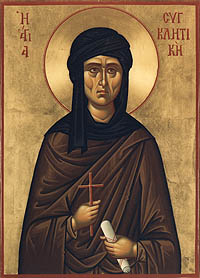
Icona greca della santa

Secondo la tradizione, Sincletica (in greco antico Συνκλητικα, Synkletica, da συνκλητος, synkletos, "chiamato assieme") era figlia di genitori facoltosi, ed era molto bella; fin da giovane desiderava consacrarsi a Dio, quindi rifiutò di sposarsi. Dopo la morte dei genitori, devolvette la sua eredità ai poveri e si ritirò a vivere da eremita in una cripta.
Quando la sua fama di asceta cominciò a espandersi, altre donne andarono a vivere con lei, seguendo il suo esempio. Verso gli 80 anni si ammalò di cancro e consunzione, che sopportò cristianamente, e le venne rivelato in visione quando sarebbe morta. Ciò avvenne intorno all'anno 350.
Una Vita della santa è attribuita ad Atanasio di Alessandria.